# Cheremone di Alessandria
Cheremone di Alessandria (10 – 80) è stato un filosofo stoico, storico e grammatico vissuto nel I secolo.

## Biografia
Cheremone, figlio di Leonida, fu sovrintendente della porzione della biblioteca di Alessandria che si trovava nel Serapeo e, in quanto custode e commentatore dei libri sacri, apparteneva ai più alti ranghi del sacerdozio. Nel 49 fu convocato a Roma, con Alessandro di Aegae, per diventare tutore del giovane Nerone.
Può difficilmente essere identificato con il Cheremone che accompagnò (all'incirca nel 23 a.C.) Elio Gallo, prefetto d'Egitto, in un viaggio nell'entroterra.

## Opere
Sarebbe stato autore di una Storia dell'Egitto, di opere sulle comete, sull'astrologia egizia e sui geroglifici oltre ad un trattato grammaticale. Tuttavia, di queste opere, non restano che frammenti. Notevoli, dall'opera sui geroglifici, 14 frammenti, riportati soprattutto da Porfirio, che se ne servì ampiamente nel De abstinentia e nella sua Lettera ad Anebo.
Cheremone descriveva, a quanto si può ricostruire, la religione egizia come una mera allegoria del culto della natura. In tale direzione, il suo principale obbiettivo era quello di descrivere i segreti simbolici e religiosi dell'antico Egitto.